# Open Gaz de France 1999
Open Gaz de France 1999 — жіночий тенісний турнір, що проходив на закритих кортах з твердим покриттям стадіону П'єр де Кубертен у Парижі (Франція). Належав до турнірів 2-ї категорії в рамках Туру WTA 1999. Відбувсь усьоме і тривав з 22 до 28 лютого 1999 року. Несіяна Серена Вільямс здобула титул в одиночному розряді й отримала 80 тис. доларів США. Це був її 1-й титул WTA в одиночному розряді. Того самого дня її сестра Вінус виграла IGA Superthrift Tennis Classic, завдяки чому вони стали першими сестрами, які виграли турнір WTA одного й того самого тижня.

## Фінальна частина

### Одиночний розряд
Серена Вільямс —  Амелі Моресмо, 6–2, 3–6, 7–6(7–4)
- Для Вільямс це був 1-й титул в одиночному розряді за кар'єру.

### Парний розряд
Іріна Спирля /  Кароліна Віс —  Олена Лиховцева /  Ай Суґіяма, 7–5, 3–6, 6–3

## Учасниці

### Сіяні пари
| Країна    | Гравчиня         | Рейтинг | Сіяна |
| --------- | ---------------- | ------- | ----- |
| Швейцарія | Мартіна Хінгіс   | 1       | 1     |
| Франція   | Наталі Тозья     | 9       | 2     |
| Бельгія   | Домінік Ван Рост | 11      | 3     |
| Румунія   | Іріна Спирля     | 15      | 4     |
| Франція   | Сандрін Тестю    | 14      | 5     |
| Франція   | Амелі Моресмо    | 18      | 6     |
| Франція   | Жюлі Алар-Декюжі | 21      | 7     |
| Росія     | Олена Лиховцева  | 22      | 8     |

### Інші учасниці
Нижче наведено учасниць, які отримали вайлдкард на участь в основній сітці:
- Емілі Луа
- Сабін Аппельманс
- Амелі Кокто

Нижче наведено учасниць, що отримали вайлдкард на участь в основній сітці в парному розряді:
- Амелі Кокто /  Наталі Деші

Нижче наведено учасниць, що пробились в основну сітку через стадію кваліфікації в одиночному розряді:
- Сандра Начук
- Каріна Габшудова
- Анн-Гель Сідо
- Оса Карлссон

Такі тенісистки потрапили в основну сітку як Щасливі лузери:
- Лоранс Андретто
- Сандра Клейнова
- Лоранс Куртуа

Нижче наведено учасниць, що пробились в основну сітку через стадію кваліфікації в парному розряді:
- Елені Даніліду /  Сандра Начук